# Bueng Kan
Bueng Kan (thaï : บึงกาฬ, prononcé [bɯ̄ŋ kāːn]) est une ville (thesaban mueang) de l'amphoe de Mueang Bueng Kan (en), dans la province de Bueng Kan, à l'extrême nord-est de la Thaïlande.

## Situation
Située sur la frontière entre le Laos et la Thaïlande, Bueng Kan fait face à la ville laotienne de Paksane.